# Lech Wilczek
Lech Wilczek (ur. 26 lipca 1930, zm. 28 grudnia 2018) – polski przyrodnik, artysta plastyk, fotografik i pisarz. Związany z Białowieżą.

## Życiorys
Studiował na Wydziale Grafiki warszawskiej Akademii Sztuk Pięknych. Był dokumentalistą i obserwatorem przyrody, znawcą i orędownikiem ochrony środowiska naturalnego, wychował od młodości wiele gatunków dzikich zwierząt. Był autorem książek i albumów fotograficznych o tematyce przyrodniczej.
W książce Kuba opisuje interakcje puszczyka, młodej samiczki szopa pracza – Balbinki, kawki i kotów domowych, mające miejsce w warszawskim studio przy ulicy Złotej.
Był konsultantem naukowym do filmu Dziobem i pazurem Krystiana Matyska. Uważał, że: „najpiękniejszą sztukę tworzy natura”. Tematami książek Lecha Wilczka były między innymi: grzyby, chomiki, ryby akwariowe, kruk i borsuki. Pisał także artykuły dla miesięcznika „Przyroda Polska”.
W 1971 roku przeprowadził się do Białowieży (niedaleko Hajnówki w Puszczy Białowieskiej) i zamieszkał w leśniczówce Dziedzinka. Poznał tam Simonę Kossak, z którą był związany aż do jej śmierci w 2007. W 2011 roku ukazał się przygotowany przez Lecha Wilczka album Spotkanie z Simoną Kossak wypełniony zdjęciami i wspomnieniami ze wspólnie spędzonych lat, poświęcony pamięci Simony Kossak.
W 2014 roku w reportażu telewizyjnym Jest takie miejsce zdradził, że przygotowuje cztery albumy, w tym kolejny z cykl Opowieść o... poświęcony dzikowi, losze Żabce.
Zmarł w 2018 roku. Pochowany został w styczniu 2019 roku na cmentarzu w Sulejówku koło Warszawy.

## Książki
- Spotkanie z Simoną Kossak – Wydawnictwo SMB-GM & Chyra.pl & Logo-art, 2011
- Opowieść o borsukach – Dom Wydawnictwo Benkowski, 2005, ISBN 83-918161-8-4.
- Opowieść o kruku – Prószyński i S-ka, 1996, ISBN 83-7180-160-2.
- Uroda ryb – Nasza Księgarnia, Warszawa, 1973
- Kuba – Nasza Księgarnia, Warszawa, 1972
- Terrarium – Adam Taborski; zdj. Lech Wilczek – PWRiL, Warszawa, 1970
- Chomiki – Nasza Księgarnia, Warszawa, 1968
- Grzybów jest w bród – Nasza Księgarnia, Warszawa, 1967
- Farbwunder in der Natur – współpraca Fritz-Martin Engel, Sűdwest Verlag Neuman & Co, Műnchen, 1965
- Jajko jajku nierówne – Nasza Księgarnia, Warszawa, 1961 (wydane również w Rosji i Niemczech)
- W kropki i w paski – Nasza Księgarnia, Warszawa, 1961
- Oko w oko – Nasza Księgarnia, 1959 (wydane również w Rosji, Niemczech i w Szwecji)

## Filmografia
- Simona – film dokumentalny w reżyserii Natalii Korynckiej-Gruz, którego przewodnim motywem jest podróż Idy Matysek, ciotecznej wnuczki Simony Kossak do Puszczy Białowieskiej i do czasów dzieciństwa. Jako spadkobierczyni archiwum Lecha Wilczka, ma dostęp do zdjęć i historii związanych z Puszczą i Dziedzinką (2021)[11].
- W 2014 roku w ramach cyklu programów telewizyjnych Czytanie puszczy, autorstwa Beaty Hyży-Czołpińskiej[12], powstał reportaż o Lechu Wilczku zatytułowany Jest takie miejsce[13].